# Eschersheim

Le quartier (en rouge) au sein de l'arrondissement (en gris foncé) et de la ville (en gris clair)

Francfort-Eschersheim (en allemand : Frankfurt-Eschersheim) est un quartier de Francfort-sur-le-Main.